# Don't Wanna Lose You
Singles de Gloria Estefan
1-2-3
(1988) Get on Your Feet
(1989)
Don't Wanna Lose You est une chanson de l'artiste américano-cubaine Gloria Estefan issue de son premier album studio Cuts Both Ways. Elle sort en single le 21 juin 1989 sous le label Epic Records.

## Performance dans les hits-parades
| Classement (1989)                          | Meilleure position |
| ------------------------------------------ | ------------------ |
| Allemagne (Media Control AG)               | 41                 |
| Australie (ARIA)                           | 40                 |
| Belgique (VRT Top 30)                      | 4                  |
| Canada (RPM Top 100 Singles)               | 3                  |
| France (SNEP)                              | 40                 |
| Irlande (Irish Recorded Music Association) | 2                  |
| Nouvelle-Zélande (RMNZ)                    | 18                 |
| Pays-Bas (Nederlandse Top 40)              | 3                  |
| Royaume-Uni (UK Singles Chart)             | 6                  |
| États-Unis (Hot 100)                       | 1                  |
| États-Unis (Adult Contemporary)            | 2                  |